# Mallamooppampatti
Mallamooppampatti es una ciudad censal situada en el distrito de Salem en el estado de Tamil Nadu (India). Su población es de 10199 habitantes (2011). Se encuentra a 4 km de Salem y a 63 km de Erode.

## Demografía
Según el censo de 2011 la población de Mallamooppampatti era de 10199 habitantes, de los cuales 5234 eran hombres y 4965 eran mujeres. Mallamooppampatti tiene una tasa media de alfabetización del 71,09%, inferior a la media estatal del 80,09%: la alfabetización masculina es del 79,02%, y la alfabetización femenina del 62,82%.